# Giuseppe Pozzobonelli

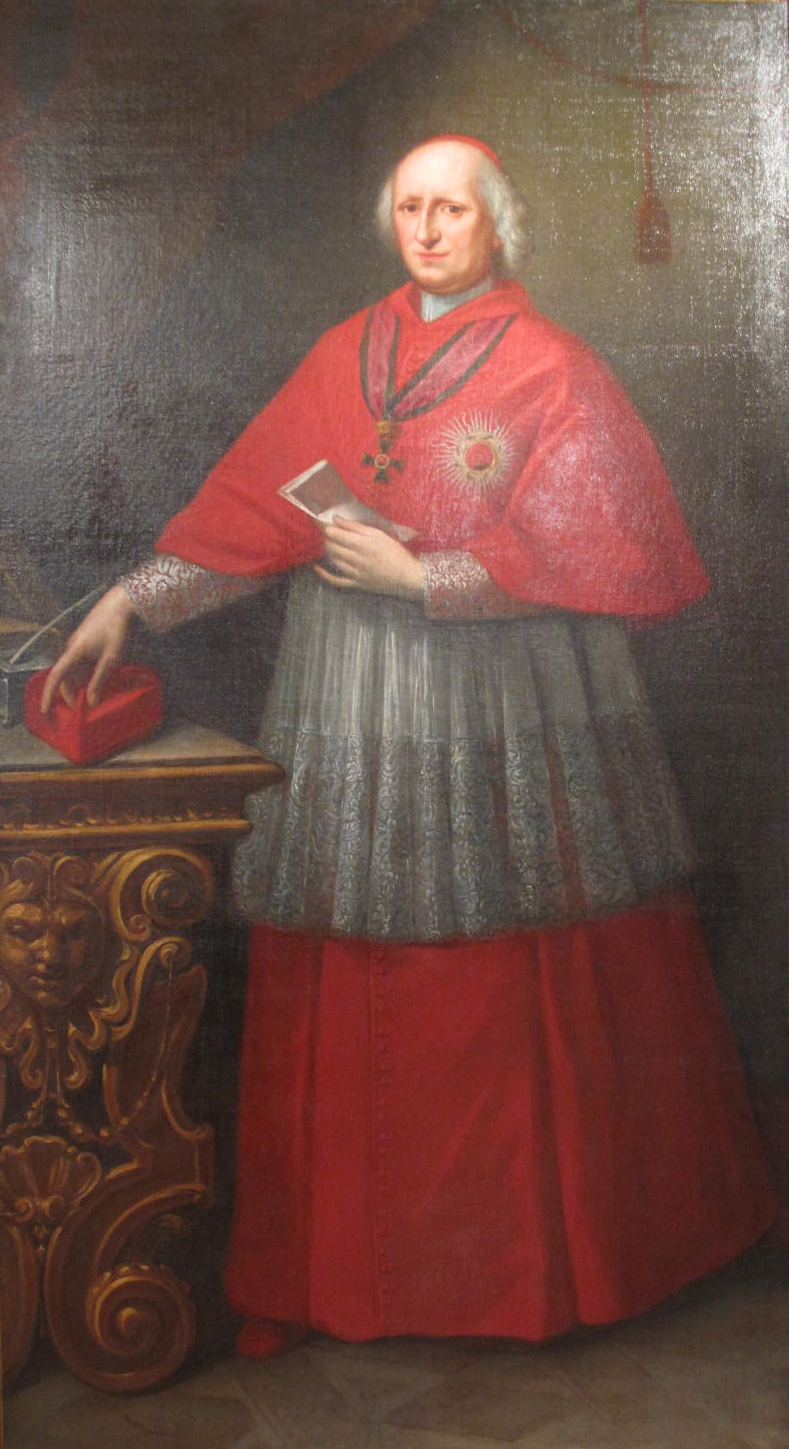
Kardinaal Pozzobonelli, met de Orde van de Heilige Stefanus om de hals.

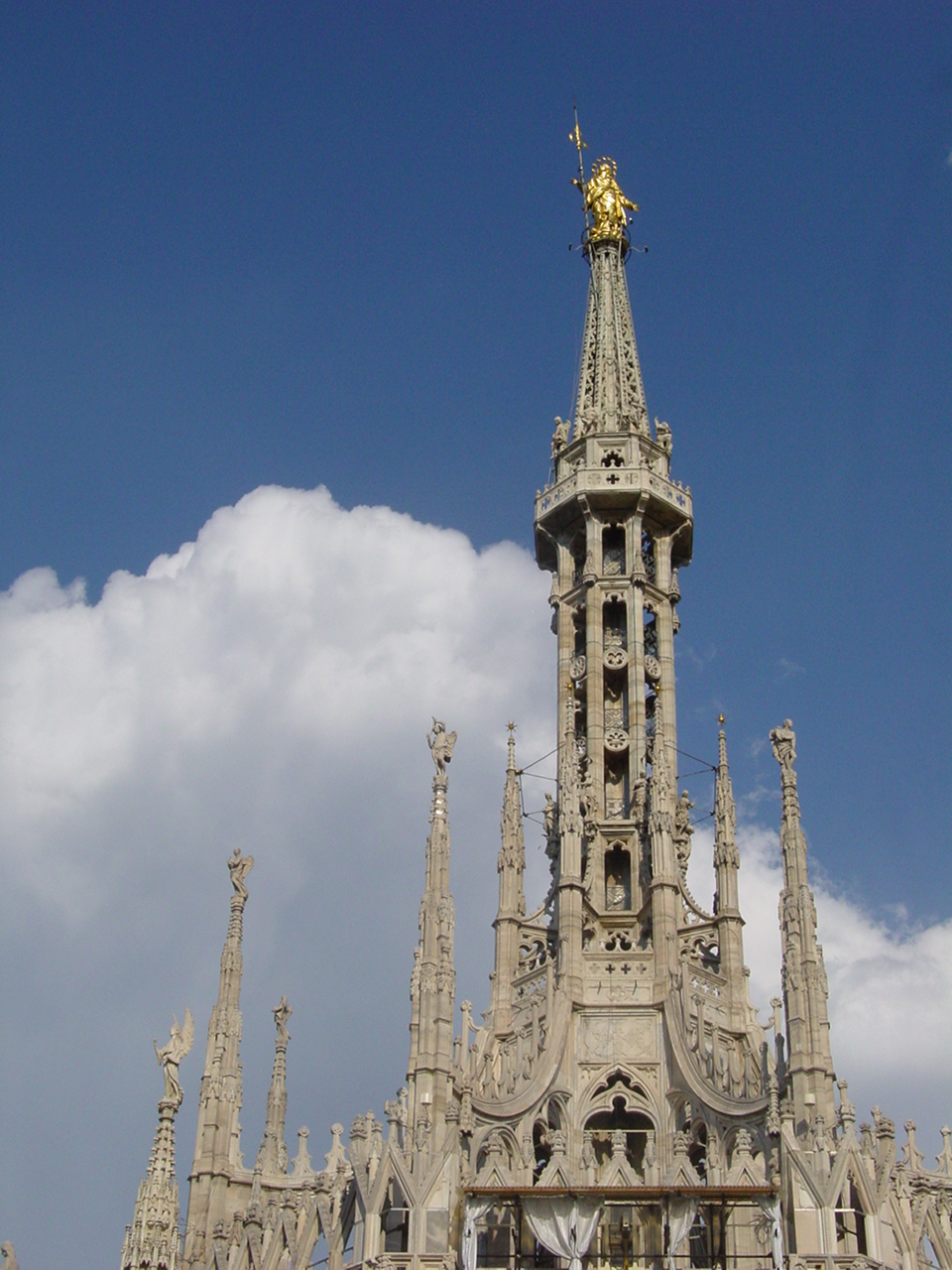
Madonnina op de top van de Dom van Milaan

Giuseppe Pozzobonelli (Milaan, 11 augustus 1696 – Milaan, 27 april 1783) was aartsbisschop van Milaan (1743-1783) en kardinaal (1743-1783). 
Hij voerde een pro-Oostenrijkse politiek in Milaan waar de Oostenrijkers sinds 1713 heersten.

## Levensloop

### Jonge jaren
Zijn ouders behoorden tot de adel van Milaan: vader was markies Francesco Pozzobonelli en moeder Camilla Dardanoni. Pozzobonelli volgde vanaf jonge leeftijd onderwijs bij de Jezuïeten in Milaan, in het Collegio dei Nobili. Later studeerde hij aan het Almo Collegio Borromeo en de universiteit van Pavia. Hij behaalde het doctoraat in de beide rechten: kerkelijk recht en burgerlijk recht (1722). 

### Aartsbisdom Milaan
Later werd hij tot priester gewijd (1730). Van 1730-1743 werkte hij op het aartsbisdom. Hij had verschillende functies zoals inspecteur van de clerus en van de abdijen, onderwijsinspecteur, conservator van de Biblioteca Ambrosiana, secretaris van de aartsbisschop, aartspriester en deken van het kapittel. Hij verzamelde de titels van apostolisch protonotaris en pauselijk huisprelaat. Een belangrijke functie van hem was raadsman bij het kerkelijk hooggerechtshof van Milaan.

### Aartsbisschop van Milaan
In 1743 benoemde paus Benedictus XIV hem tot aartsbisschop van Milaan. Pozzobonelli vertrok onmiddellijk naar Rome waar de paus hem zowel tot aartsbisschop wijdde als een kardinaalshoed schonk. Benedictus XIV creëerde hem kardinaal-priester. In zijn verdere loopbaan als kardinaal had Pozzobonelli drie titelkerken in Rome: Santa Maria in Via (1743-1758), Santa Maria sopra Minerva (1758-2770) en San Lorenzo in Lucina (1770-1783).
Pozzobonelli betuigde zijn loyauteit aan de heerser over Lombardije, keizer Karel VII Albrecht van Habsburg. Dit was niet evident aangezien de Oostenrijkse Successieoorlog op dat moment uitgevochten werd (1740-1748). Nadien bouwde hij goede relaties uit met keizerin Maria Theresia.  Hij deed dit via de gouverneur-generaal van Oostenrijk voor Lombardije, graaf di Firmian. Deze laatste was een kunstverzamelaar, en Pozzobonelli was dat ook. Pozzobonelli stimuleerde de verering van Carolus Borromeus in Milaan.
In 1769 wenste Pozzobonelli af te treden. Paus Clemens XIII weigerde dit omdat hij geen Oostenrijkse inmenging wou in Milaan. In 1770 deed Pozzobonelli opnieuw een poging tot ontslag. Ditmaal weigerde keizerin Maria-Theresia omdat zij de goede relaties tussen Oostenrijk en Lombardije niet wou beschadigen. Ze stuurde hem een hoge onderscheiding, de Orde van de Heilige Stefanus. Pozzobonelli besliste dat een Mariabeeld in bladgoud boven op de dom van Milaan moest komen (1774); deze Madonnina bepaalt vandaag nog het silhouet van de Dom en is symbool van de stad.
Na een lange ziekte stierf Pozzobonelli in 1783. Hij werd begraven in de dom van Milaan.
- Bibliothèque nationale de France: cb122436736 (data)
- Gemeinsame Normdatei: 119419637
- Historisch woordenboek van Zwitserland: 026405
- International Standard Name Identifier: 0000 0000 7139 2372
- Library of Congress Control Number: nr96007740
- SNAC: w6kd3xfc
- Système universitaire de documentation: 031169511
- Virtual International Authority File: 89080828
- WorldCat: E39PBJkMDRkHtJfF6yHXGjtVG3